# Mas de Barberans
Mas de Barberans – gmina w Hiszpanii, w prowincji Tarragona, w Katalonii, o powierzchni 79,3 km². W 2011 roku gmina liczyła 636 mieszkańców.